# Landtechnik

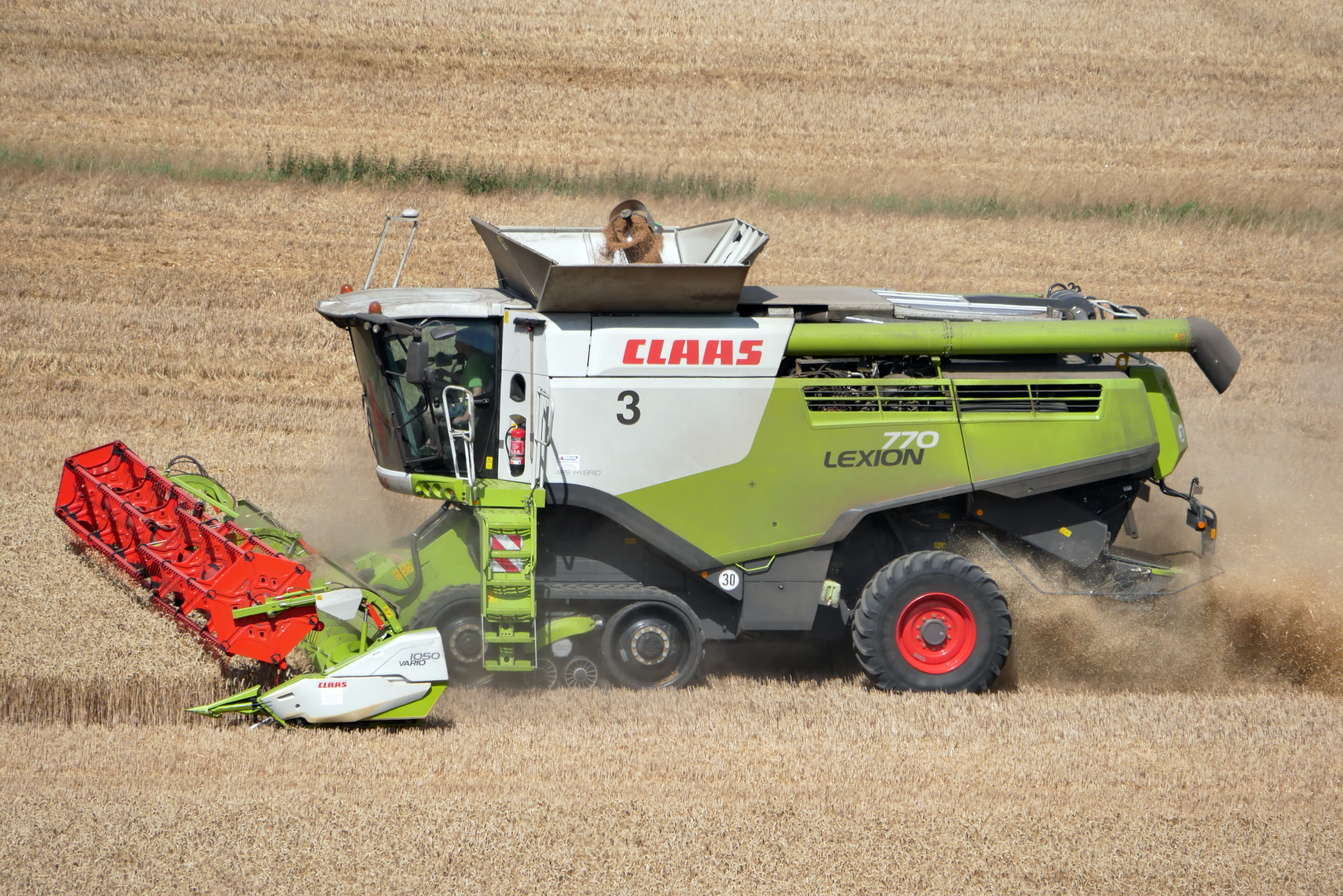
Mähdrescher bei der Getreideernte

Landtechnik, Landmaschinentechnik, Agrartechnik oder Agrotechnik, bezeichnet sowohl die im Agrarsektor eingesetzten land- und forsttechnischen Geräte, stationären und mobilen Landmaschinen und die zugehörige Sensorik als auch den Wirtschaftszweig, der sich mit Herstellung, Vertrieb und Service dieser Geräte befasst. Innerhalb des Agribusiness gehören Herstellung und Reparatur von Landtechnik zu den wichtigsten Input-Bereichen für die Landwirtschaft und verwandte Bereiche. Zu den Geräten der Landtechnik gehören die Landmaschinen sowie die Ausrüstungsgüter der Hofinnenwirtschaft (Melkmaschinen, Fütterungstechnik, Filteranlagen etc.).

## Landtechniker

### Deutschland
Landtechniker, Agrartechniker rsp. Agrotechniker arbeiten in landwirtschaftlichen Betrieben (in Garten- und Weinbaubetrieben, auf Gütern sowie in landwirtschaftlichen Versuchs- und Forschungsanstalten). Sie kümmern sich um die Bodenbeschaffenheit, Tierzucht, Saatgut sowie die Maschinen. Zudem sind sie für die Planung von Arbeitsabläufen verantwortlich, sie erledigen jedoch auch selbst körperliche Tätigkeiten.

Die Ausbildung zum Landtechniker erfolgt durch eine zweijährige Fortbildung an einer Fachschule für Technik. Voraussetzung dafür ist eine abgeschlossene Berufsausbildung.

Der Großteil der Agrartechniker wird nach BAT Vb entlohnt. Die Grundvergütung BAT Vb bei Bund und Ländern (West; Brutto-Durchschnittsgehalt in Euro) liegt bei 1.424 € bei einem Alter von 21 Jahren, hinzu kommen Ortszuschläge sowie eine allgemeine Zulage. Die tarifliche Grundvergütung kann je nach Berufserfahrung von 1.964 bis 2.144 € betragen.

### Schweiz
In der Schweiz heißt der Abschluss dipl. Agrotechniker HF.
In der Schweiz gibt es folgende Bildungsanbieter (Stand 2012):
- Strickhof, Lindau
- Inforama Rütti, Zollikofen
- Grangeneuve, Kanton Freiburg

Die Schulen sind höhere Fachschulen für Land- und Forstwirtschaft.
An der Inforama-Schule dauert die Ausbildung zwei bis drei Jahre berufsbegleitend mit mindestens 50-prozentiger Berufstätigkeit. Am Strickhof dauert die Ausbildung zwei Jahre in Vollzeit.
Die Interessenvertretung der Landwirte in Fragen der Landtechnik ist der 1924 gegründete Schweizerische Verband für Landtechnik (SVLT-ASETA).

#### Geschichte
Früher war Agrotechnik eine Fachrichtung des Technikers. Der Strickhof war folglich eine Technikerschule. Mit Einrichtungen der höheren Fachschulen im Jahr 2005 wurde der Strickhof zur ersten höheren Fachschule für Land- und Waldwirtschaft.

## Mobile Landmaschinen und Sensorik

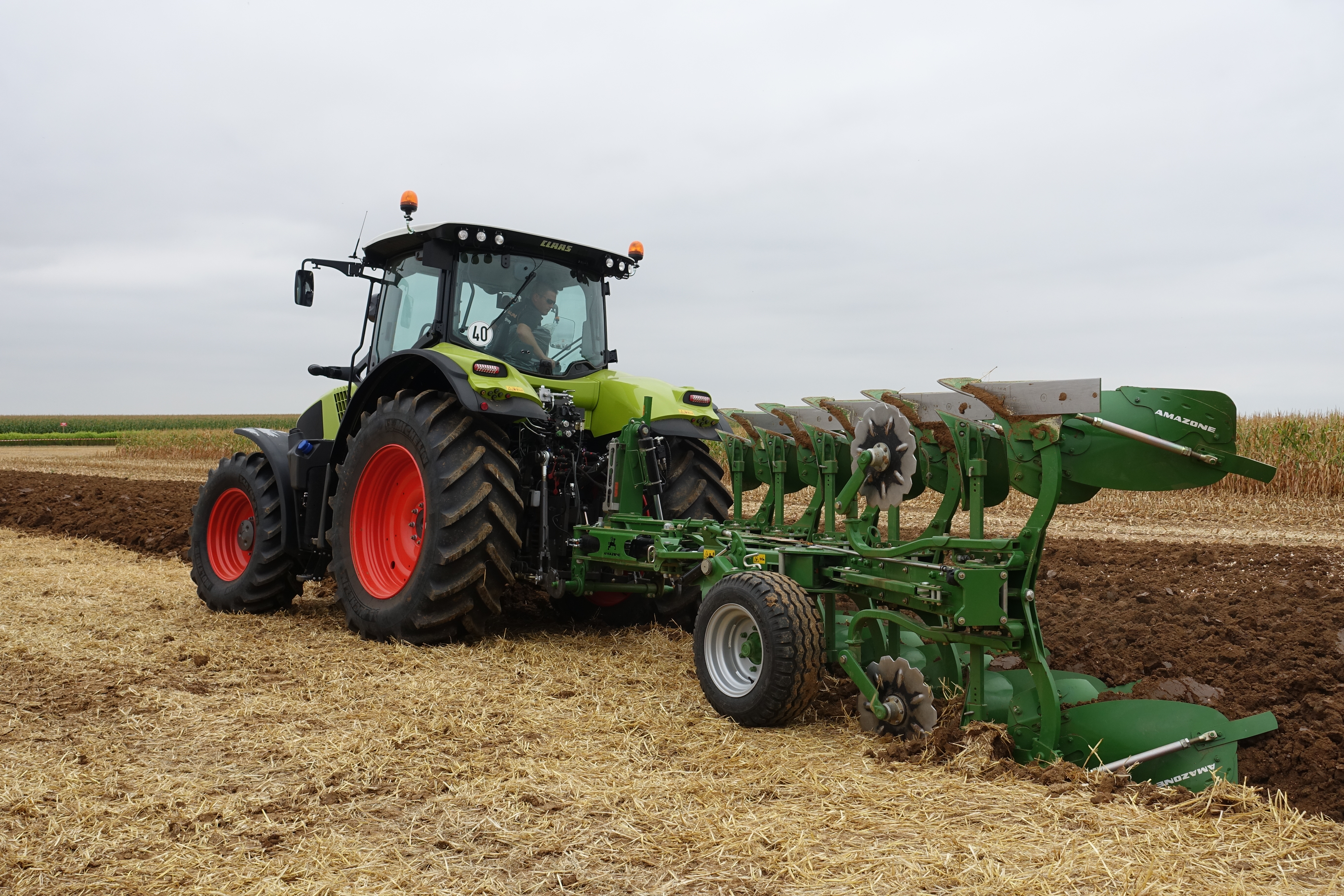
Traktor mit Drehpflug

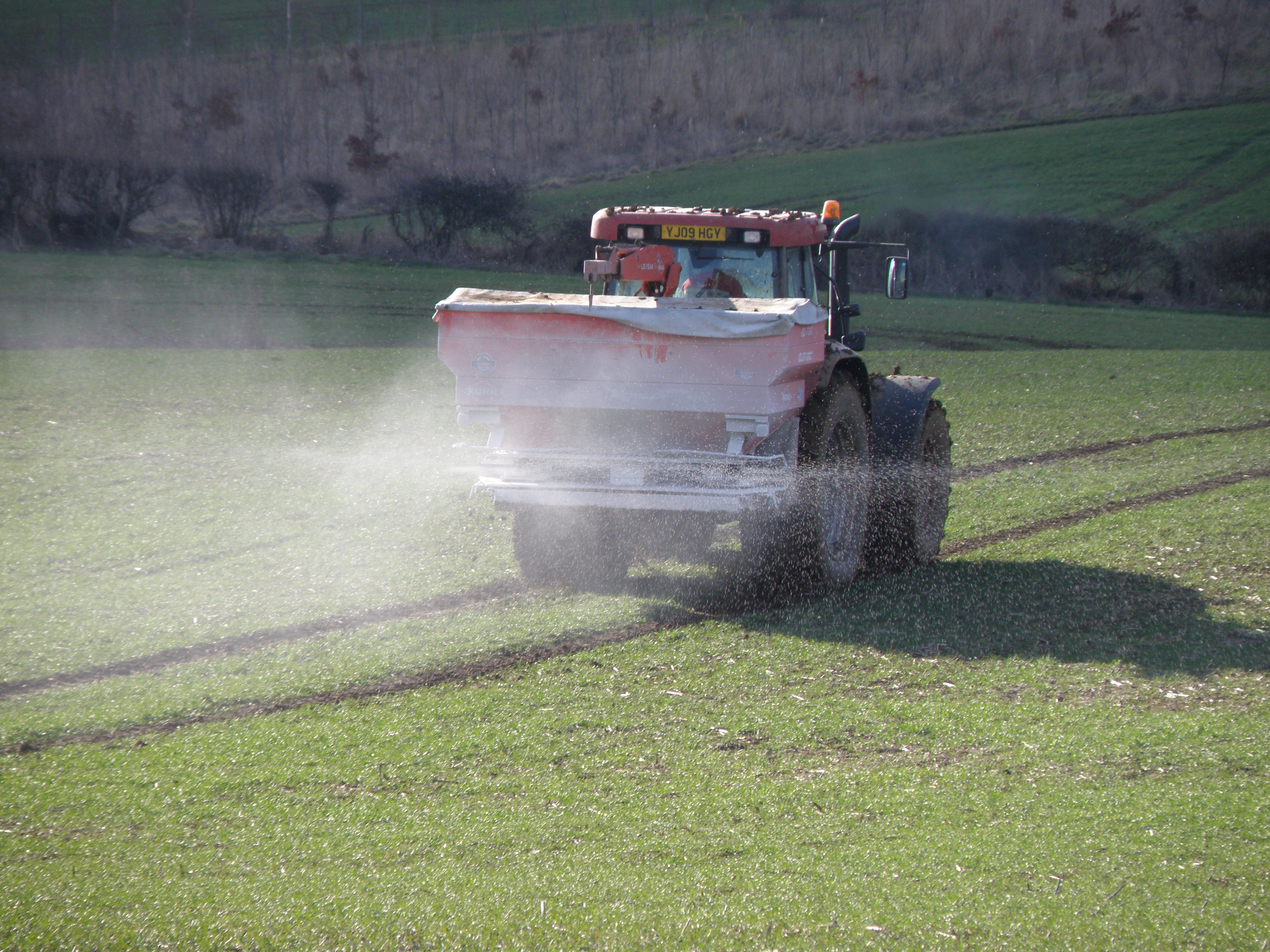
Düngerstreuer

Landmaschinen sind spezialisierte Maschinen, die vorwiegend in der Landwirtschaft eingesetzt werden. Sie zeichnen sich meist durch ihre Mobilität aus. Das bedeutet, dass sie entweder selbstfahrend sind oder von einem Traktor gezogen werden.
Mittlerweile hat moderne Technik und Informationsverarbeitung auch bei Landmaschinen Einzug gehalten. So verfügen moderne Traktoren, Dünge-, Saat- und Erntemaschinen zum Zwecke der zielgerichteten Ausbringung der Mengen bereits über satellitengesteuerte Navigations- und Kartierungssysteme (Precision Farming) und einen hohen Automatisierungsgrad. Im Zuge des Strukturwandels werden die zu bewirtschaftenden Flächen pro Betrieb größer und die eingesetzten Maschinen entsprechend leistungsfähiger.
Für kleine und mittlere landwirtschaftliche Betriebe lohnen sich die damit verbundenen Investitionen häufig nicht mehr. Sie schließen sich daher oft in Maschinenringen zusammen oder beauftragen Lohnunternehmer für spezielle Aufgaben.
Ausgewählte Landmaschinenarten:
- Landwirtschaftliches Zugfahrzeug, allgemein als Schlepper, Traktor oder Trecker bekannt
- Pflanzenschutzgerät
- Kartoffelvollernter
- Mähdrescher
- Pflug
- Egge
- Drillmaschine (Saatmaschine)
- Pflanzmaschine
- Düngerstreuer

Unabhängige Tests an Landmaschinen führt unter anderem die Deutsche Landwirtschafts-Gesellschaft (DLG) regelmäßig durch, die zu diesem Zweck ein eigenes Prüfzentrum unterhält.
Die international bedeutendste Leistungsschau der Landtechnik ist die Messe Agritechnica, die von der DLG im zweijährigen Rhythmus in der Hannover Messe veranstaltet wird. Zu den Landmaschinen gehören mittlerweile eine ganze Reihe von Sensorikanwendungen, die unter anderem physikalische und chemische Bodenparameter erfassen.

## Landtechnik-Industrie
Der Fachverband Landtechnik im Verband Deutscher Maschinen- und Anlagenbau e. V. schätzt das weltweite Produktionsvolumen für Landmaschinen und Traktoren auf 100 Milliarden Euro (2014). Die Europäische Union hat daran einen Anteil von 28 Prozent, gefolgt von Nordamerika (NAFTA) mit 22 Prozent und China mit 18 Prozent. Analog zur wachsenden Bedeutung des chinesischen Absatzmarktes hat sich die Produktion hier über die vergangenen Jahre deutlich gesteigert. Dies geschah sowohl seitens der originär chinesischen Unternehmen (als größte sind hier die Shifeng Group sowie die staatliche YTO Group zu nennen) als auch der Unternehmen aus Europa, Amerika und anderen Teilen Asiens, die in China Fabriken aufgebaut haben.
Das mit Abstand größte Landtechnikunternehmen weltweit ist John Deere (Gesamtumsatz 2014: 36 Mrd. US-Dollar, davon 26 Mrd. mit Agrartechnik). Die folgenden umsatzstärksten Unternehmen sind Case New Holland, AGCO, Kubota und Claas. Zusammen repräsentieren diese fünf Anbieter die Hälfte des globalen Landtechnikumsatzes. Dabei sind AGCO und Claas auf Agrartechnik spezialisiert (Traktoren und Landmaschinen, hauptsächlich Erntemaschinen), während sowohl bei John Deere, aber vor allem bei Case New Holland und Kubota auch die Baumaschinensparte eine wesentliche Rolle spielt. AGCO und Case New Holland setzen für den Vertrieb eine Mehrmarkenstrategie ein.
Die zweite Hälfte des weltweiten Landtechnikumsatzes wird von weiteren Großunternehmen mit Umsätzen über eine Milliarde Euro (z. B. Iseki, Mahindra & Mahindra, Same Deutz-Fahr, YTO) sowie einer Vielzahl mittelständischer Hersteller, erwirtschaftet. Eine besonders hohe Dichte an kleineren und mittelständischen Landtechnikunternehmen gibt es in Deutschland, Italien, den USA, in der Türkei sowie in Indien und China. Der VDMA teilt die Maschinen in folgende Kategorien ein: Traktoren, Geräte für die Bodenbearbeitung, Geräte für die Aussaat, Düngung und Pflanzenpflege, Erntetechnik, Transporttechnik und Logistik, Forsttechnik, Maschinen und Anlagen für die Innenwirtschaft (z. B. Melktechnik), Bewässerungsanlagen, Geräte für die Garten- und Landschaftspflege. Einige Maschinen werden als sogenannte Selbstfahrer angeboten, d. h. mit eigenem Motor und Fahrerplatz (u. a. Mähdrescher, Feldhäcksler, Kartoffel- und Rübenvollernter, Futtermischwagen, Pflanzenschutzgeräte, Holzvollernter). Traktoren repräsentieren etwa ein Drittel des Gesamtumsatzes. Sie werden teilweise auch für außerlandwirtschaftliche Zwecke eingesetzt. An zweiter Stelle beim Umsatz stehen die Erntemaschinen.
Die technologischen Entwicklungstrends für Landmaschinen beziehen sich unter anderem auf Automatisierung, Vernetzung und Datenmanagement, Elektrifizierung sowie einem weiteren Größenwachstum der Maschinen, um die Effizienz auf dem Acker zu steigern und dem zunehmenden Arbeitskräftemangel zu begegnen. Moderne Standards der Bewirtschaftung werden unter dem Begriff Präzisionslandwirtschaft (engl. 'precision farming') bzw. Smart Farming subsumiert.
Die Absatzmärkte für Agrartechnik verteilen sich entsprechend dem Stellenwert und dem Mechanisierungsgrad der Landwirtschaft in den einzelnen Ländern und Regionen. Auf die Europäische Union (EU) entfiel im Jahr 2014 ein Anteil von 26 Prozent, gefolgt von Nordamerika (NAFTA) mit 23 Prozent und China (16 Prozent). Ein großes Gewicht haben ebenfalls Indien, Brasilien, die Türkei und Japan. Innerhalb der EU sind Frankreich und Deutschland mit einem Volumen von zuletzt (2014) zirka fünf Milliarden Euro die größten Absatzmärkte für Landtechnik.
Der Absatz neuer Traktoren wird vom VDMA für das Jahr 2014 auf weltweit 2,05 Mrd. Euro geschätzt. Bezogen auf die Stückzahl ist Indien der größte Traktormarkt, allerdings mit vorwiegend niedriger Motorleistung zwischen 25 und 35 kW. Zum Vergleich: In Deutschland lag die durchschnittliche Motorleistung 2014 bei über 90 kW. Der zweitgrößte Absatzmarkt für Traktoren ist China, gefolgt von den USA und der Europäischen Union.
In der Gemeinschaft Unabhängiger Staaten (GUS), die unter anderem eine große Rolle für die Erzeugung von Getreide spielt, verringerten sich die landwirtschaftlichen Investitionen in neue Technik seit 2008 sehr deutlich. Die politischen Rahmenbedingungen, z. B. Handelshemmnisse für ausländische Produkte, trugen dazu bei.
Nach Erreichen eines neuen Rekordniveaus im Jahr 2013 mit einem globalen Umsatzvolumen von 104 Mrd. Euro befindet sich die Branche 2014/2015 in einem konjunkturellen Abschwung. Als mittel- und langfristig günstige Einflussfaktoren auf die Nachfrage nach moderner Landtechnik werden die sogenannten Megatrends Verstädterung, Änderung der Konsumgewohnheiten, Bevölkerungswachstum sowie tendenziell abnehmende Agrarflächen gesehen (Quelle: VDMA 2015).

## Siehe auch

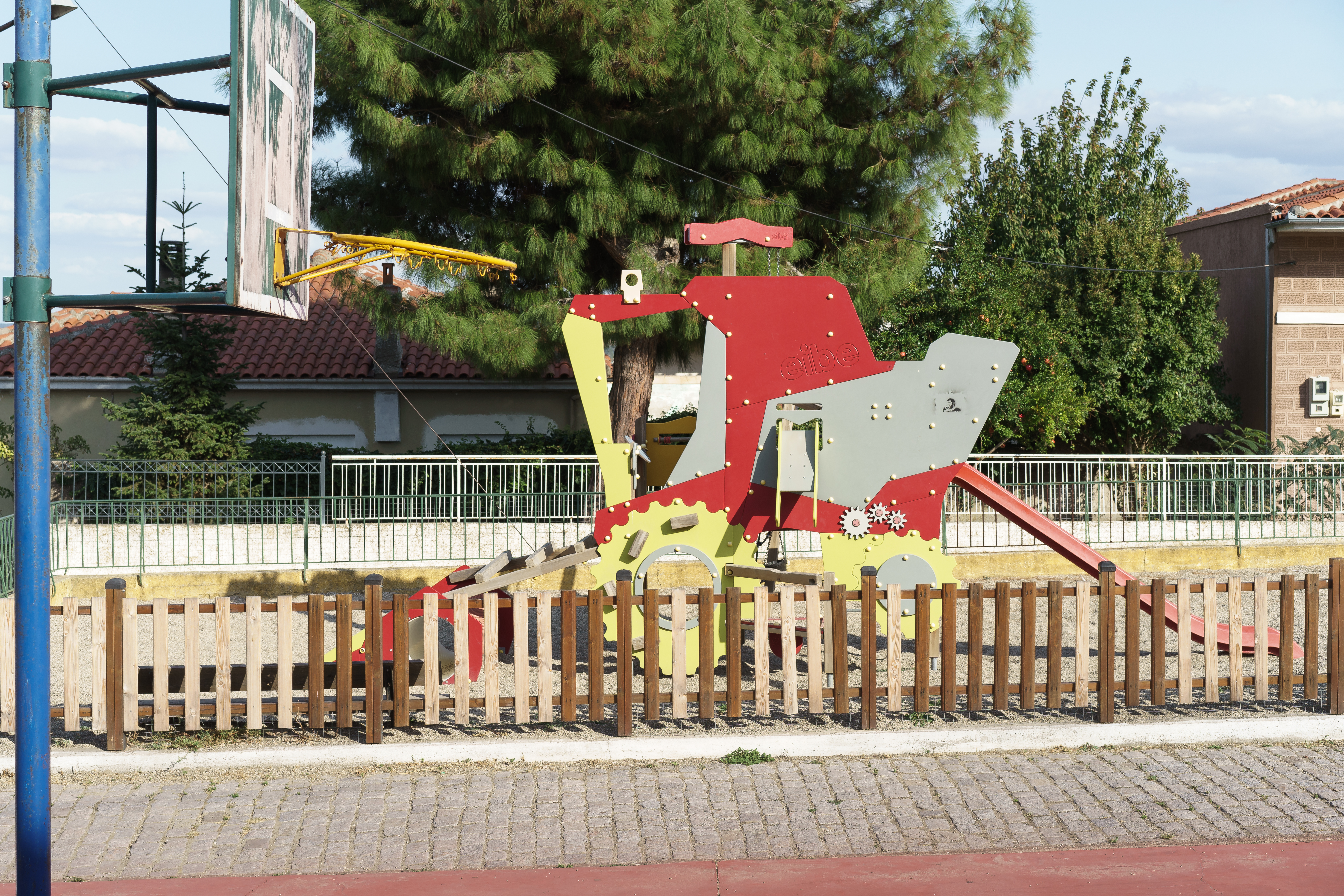
Landmaschine als Spielgerät auf Spielplatz

## Landmaschinenhandwerk und Landmaschinenhandel
Handwerk und Handel liegen in der Hand von handwerklich geprägten Handels- und Servicebetrieben. Der deutsche Markt teilt sich in etwa zu gleichen Teilen in genossenschaftlich geprägte und private Betriebe. Die größten Händler sind die entsprechenden Geschäftsbereiche der Hauptgenossenschaften (BayWa, Agravis Raiffeisen etc.) mit ihren zahlreichen Filialbetrieben. Daneben bestehen selbständige örtliche landwirtschaftliche Genossenschaften mit eigenem Landtechnik-Geschäft. Neben wenigen großen privaten Betrieben mit mehreren Filialen prägen ansonsten kleine Betriebe mit nur einem Standort das Bild des privaten Landmaschinenhandels. In Deutschland sind derzeit rund 5.500 entsprechende Betriebe in die Handwerksrolle eingetragen. Das Berufsfeld nennt sich Landmaschinenmechaniker-Handwerk. Neben typischen Landmaschinen schließt die Tätigkeit auch Reparatur und Service an Baumaschinen, Gartengeräten, Kommunaltechnik und Geräten für den Umweltschutz ein. In der Branche sind rund 45.000 Personen beschäftigt. Rund 6.000 Auszubildende erlernen den Beruf des Landmaschinenmechanikers. Etwa 200 Meister werden jährlich zugelassen. Die genossenschaftlichen Betriebe sind im Deutschen Raiffeisenverband organisiert, private Betriebe in der Hauptarbeitsgemeinschaft des Landmaschinenhandels und -handwerks.
(Daten: H. A. G.)